# Alexandre Rodrigues (actor)
Alexandre Rodrigues (nascut el 21 de maig de 1983 a Rio de Janeiro) és un actor brasiler. És famós sobretot per interpretar el paper de Buscapé, el narrador i protagonista de la pel·lícula del 2002 Cidade de Deus. Recentment, ha aparegut al videoclip del cantant estatunidenc John Legend per a la cançó "P.D.A. (We Just Don't Care)", publicat el 2007. El 2018, es va revelar que Rodrigues havia començat a conduir per Uber, cosa que va provocar debats sobre la mobilitat econòmica i la igualtat d'oportunitats al Brasil.

## Filmografia

### Cinema
| Any  | Títol                            | Paper               | Notes        | Ref. |
| ---- | -------------------------------- | ------------------- | ------------ | ---- |
| 2002 | Cidade de Deus                   | Buscapé             |              |      |
| 2003 | Bala Perdida                     | Assaltante          | curtmetratge |      |
| 2005 | Cafundó                          | Natalino (adult)    |              |      |
| 2006 | Memórias da Chibata              | João Cândido        | curtmetratge |      |
| 2006 | Proibido Proibir                 | Leon                |              |      |
| 2011 | Arsênio Godard's End             | Ubiratã             |              |      |
| 2013 | Anita e Garibaldi                | Jacinto             |              |      |
| 2018 | Christabel                       | Xicot               |              |      |
| 2018 | E.A.S.: Esquadrão Antissequestro |                     |              |      |
| 2022 | Abestalhados 2                   | Alexandre Rodrigues |              |      |

### Televisió
| Any  | Títol                           | Paper           | Notes          | Ref. |
| ---- | ------------------------------- | --------------- | -------------- | ---- |
| 2000 | Brava Gente                     | Vapor #2        | paper de debut |      |
| 2003 | Cidade dos Homens               | Alex            |                |      |
| 2004 | Cabocla                         | Zaqueu          |                |      |
| 2006 | Sinhá Moça                      | Bentinho        |                |      |
| 2007 | Antônia                         | Wellington      |                |      |
| 2008 | Tiempo final                    | Julian          |                |      |
| 2008 | Alice                           | Júnior          |                |      |
| 2009 | Paraíso                         | Tobi            |                |      |
| 2010 | Escrito nas Estrelas            | Seth            |                |      |
| 2012 | Amor Eterno Amor                | Seth            |                |      |
| 2013 | Joia Rara                       | Josué           |                |      |
| 2016 | Totalmente Demais               | Garoto na praia |                |      |
| 2017 | O Outro Lado do Paraíso         | Valdo           |                |      |
| 2021 | Aruanas                         | Jociel          |                |      |
| 2022 | Joint Venture                   | Padre Clemente  |                |      |
| 2024 | Justiça                         | Diuzinho        |                |      |
| 2024 | Cidade de Deus: A Luta Não Para | Buscapé         |                |      |

## Premis i nominacions
| Any  | Cerimònia        | Categoria                                               | Treball nominat                 | Resultat |
| ---- | ---------------- | ------------------------------------------------------- | ------------------------------- | -------- |
| 2024 | Prêmio F5        | Best Performance In a Series or Miniseries              | Cidade de Deus: A Luta Não Para | Nominat  |
| 2024 | Prêmio Potências | Actor Of the Year                                       | Cidade de Deus: A Luta Não Para | Nominat  |
| 2025 | Premis Platino   | Millor interpretació masculina en minisèrie o telesèrie | Cidade de Deus: A Luta Não Para | Nominat  |